# Морганатски брак
Морганатски брак је брак између особа неједнаког друштвеног ранга. Титуле и повластице које муж има не могу се преносити на жену и децу рођену у овом браку. Овај брак је такође познат и као леворуки брак јер на церемонији венчања младожења држи својом левом руком десну руку младе, уместо десном руком леву руку младе, како је то обичај.
Ови бракови су углавном склапани између мушкарца из краљевске куће и жене која није из краљевске куће. Такође, жена је могла бити или плебејског порекла или занимања које је сматрано ниским. Ни жена ни деца из тог брака нису могли да полажу право на титуле, права или имовину младожење. Деца из овог брака ипак нису сматрана ванбрачном и забрана о полигамији је била пуноснажна.
Такође је било могуће, мада ређе, да се жена уда за човека нижег друштвеног ранга. На пример, Марија Луиза, војвоткиња од Парме (по рођењу надвојвоткиња царске куће Хабзбурга, и по свом првом браку, царица Француске) склопила је морганатски други брак са швапским грофом од Најперга након смрти свог првог мужа, Наполеона I. Други пример је краљица Марија Кристина од Бурбона и две Сицилије, која је била регент Шпаније након смрти њеног мужа, Фернанда VII док је њена кћерка, Изабела била малолетна. Марија Кристина се тајно удала за једног од својих гардиста.